# Salif Keïta
Salif Keïta, född 25 augusti 1949 i Djoliba i Mali, är en malisk musiker. Han är internationellt känd och har bland annat tilldelats smeknamnet "Afrikas gyllene röst". Han är albino och ättling till Malis grundare Sundiata Keïta, tillika släkt med Mansa Moussa och Modibo Keïta. Salif Keïta sjunger huvudsakligen på bambara.

## Diskografi
- Soro, 1987, Mango
- Ko-Yan, 1989, Mango
- Amen, 1991, Mango
- Destiny of a Noble Outcast, 1991, Polygram
- Folon, 1995, Mango
- Rail Band, 1996, Melodie
- Seydou Bathili, 1997, Sonodisc
- Papa, 1999, Blue Note
- Mama, 2000, Capitol
- Sosie, 2001, Mellemfolkeligt
- Moffou, 2002, Universal Jazz France
- The Best of the Early Years, 2002, Wrasse
- Remixes from Moffou, 2004, Universal Jazz France
- M'Bemba, 2005, Universal Jazz France
- La différence, 2009, Emarcy
- Anthology, 2011
- Talé, 2012, Universal, Philippe Cohen-Solal
- Un autre blanc, 2018